# امرأة التصميمات (فلم)
امرأة التصميمات (بالإنجليزية: Designing Woman) هو فيلم كوميدي تم إنتاجه في الولايات المتحدة وصدر في سنة 1957.

## بطولة
- لورين باكال
- جريجوري بيك

## الميزانية والإيرادات
بلغت تكلفة إنتاج الفيلم حوالي 1,844,000 دولار بينما حقق أرباحا تقدر بـ 3,750,000 دولار.

### ترشيحات وجوائز
| السنة | الحدث  | الفئة             | النتيجة  |
| ----- | ------ | ----------------- | -------- |
|       | أوسكار | أفضل سيناريو أصلي | فـــــوز |

## وصلات خارجية
- مقالات تستعمل روابط فنية بلا صلة مع ويكي بيانات